# Angie (песня)
«Angie» («Э́нджи», уменьшительное от имени Анджела) — песня британской рок-группы Rolling Stones с их альбома 1973 года Goats Head Soup. Незадолго до выхода альбома была издана отдельным синглом, вместе с песней «Silver Train» на обратной стороне. (Это был первый сингл с этого альбома)..
Как пишет сайт Songfacts, песня была нетипичной по звучанию для Rolling Stones, так как в то время все их композиции были жёсткими и агрессивными (англ. hard and agressive). Более того, это одна из немногих акустических песен во всей карьере группы.
Это была одна из первых песен, что группа записала для альбома Goats Head Soup (1973). Кит Ричардс написал её, находясь в Швейцарии в промежуток между тем, как предыдущий альбом Rolling Stones Exile on Main St (1972) был одобрен звукозаписывающей компанией, и тем, как он был издан.
«Angie» до сих пор остаётся единственной балладой группы Rolling Stones, достигнувшей 1-го места в США. В Великобритании сингл с ней достиг 5 места.

## Позиции в хит-парадах
Годовые чарты:
| Чарт (1973)                     | Позиция |
| ------------------------------- | ------- |
| Канада (RPM Year-End)           | 6       |
| США (Billboard Top Pop Singles) | 85      |